# Wiesen (Grisons)
Wiesen (en romanx Tein) és un antic municipi del Cantó dels Grisons (Suïssa), situat al districte d'Albula. L'1 de gener de 2009 es va fusionar amb Davos i actualment forma part del districte de Prättigau/Davos.